# パーマネントウエーブ

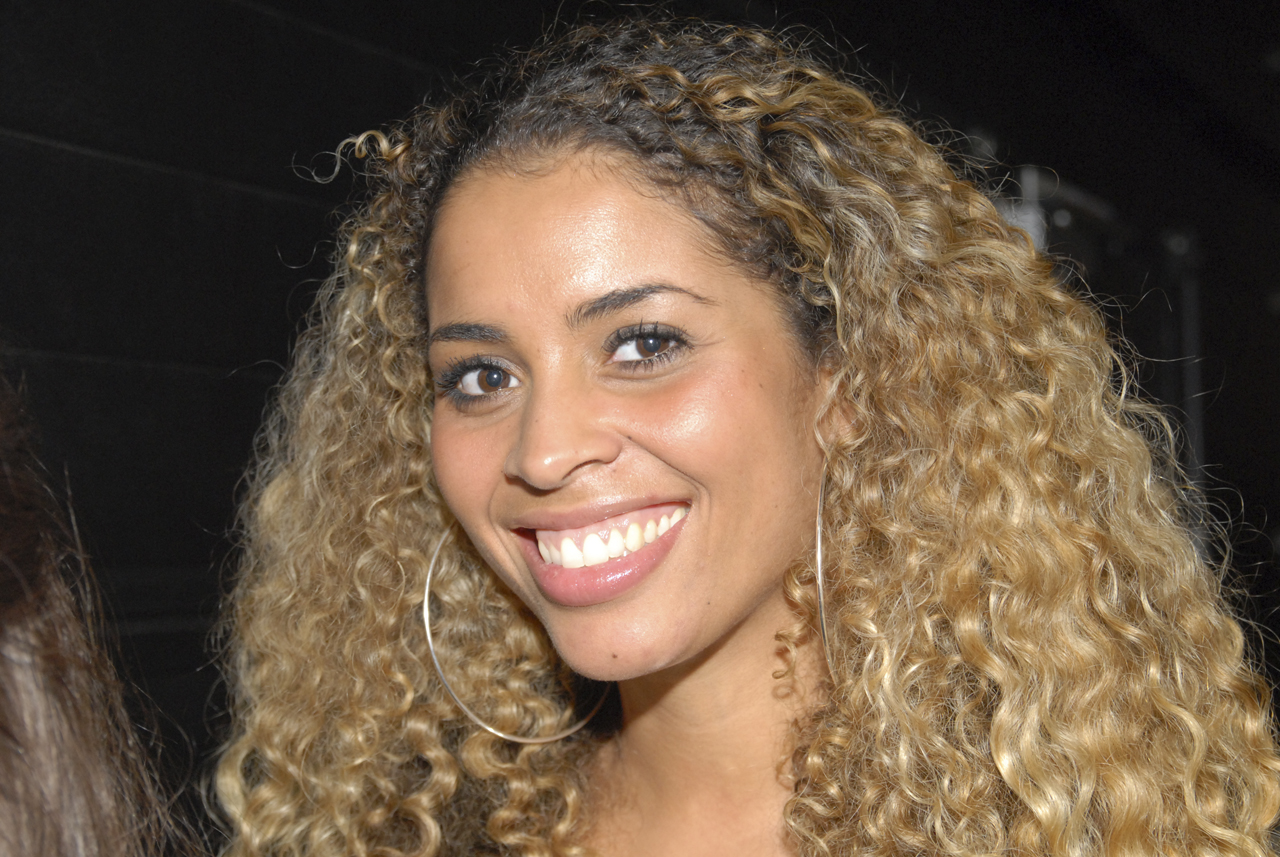
パーマのかかった髪

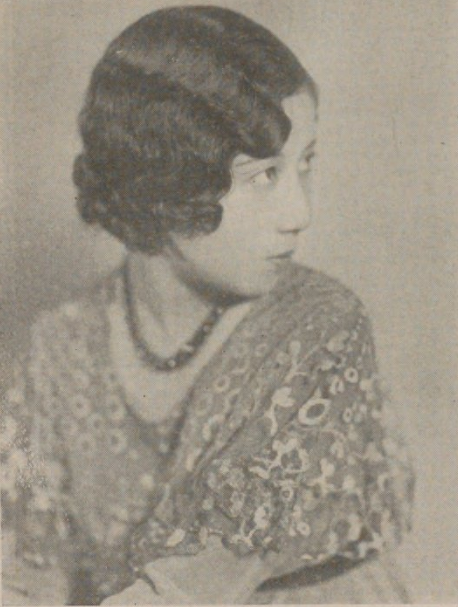
昭和初期のパーマスタイル。1933年

パーマネントウエーブ（permanent wave）とは、毛髪に化学反応を用いて人工的な縮毛を形成する美容技術、もしくはそれによって得られる髪型のことである。略してパーマ（perm）と呼ばれることが多い。
ヘアーアイロンやヘアドライヤーで作る一時的なウェーブに対し、水に濡らしても「永久的（permanent）に形の崩れないウェーブ」という意味から生まれた。

## 概要

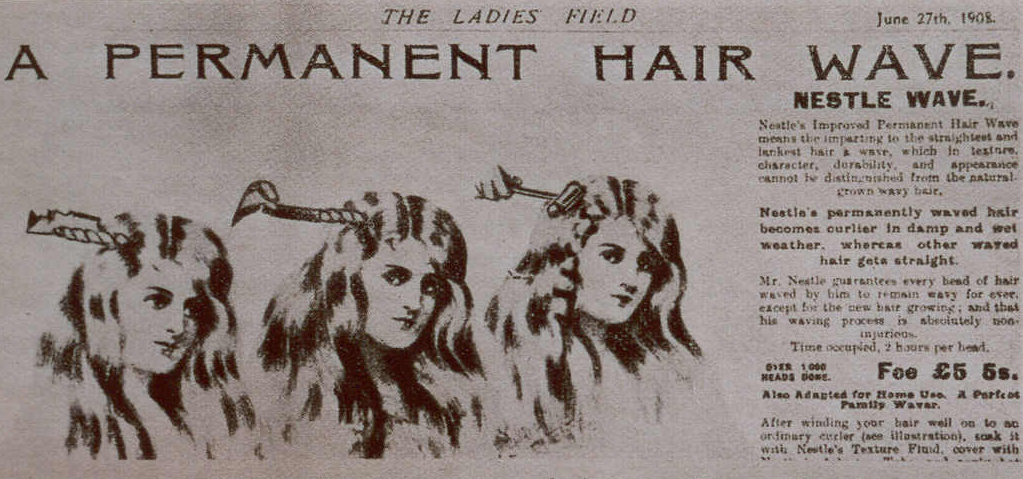
ネッスル社の初期のパーマネント器の広告。1908年

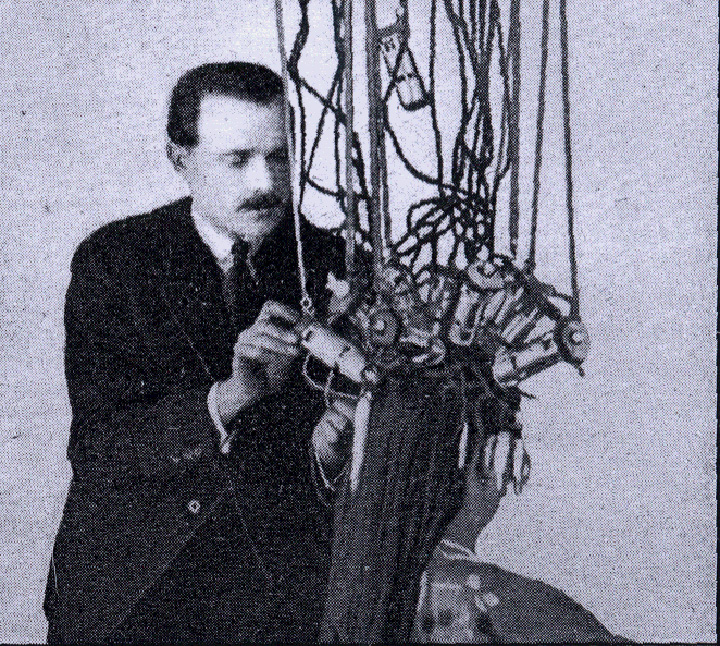
ユージン社のパーマネントマシンとEugene Suter。1920年

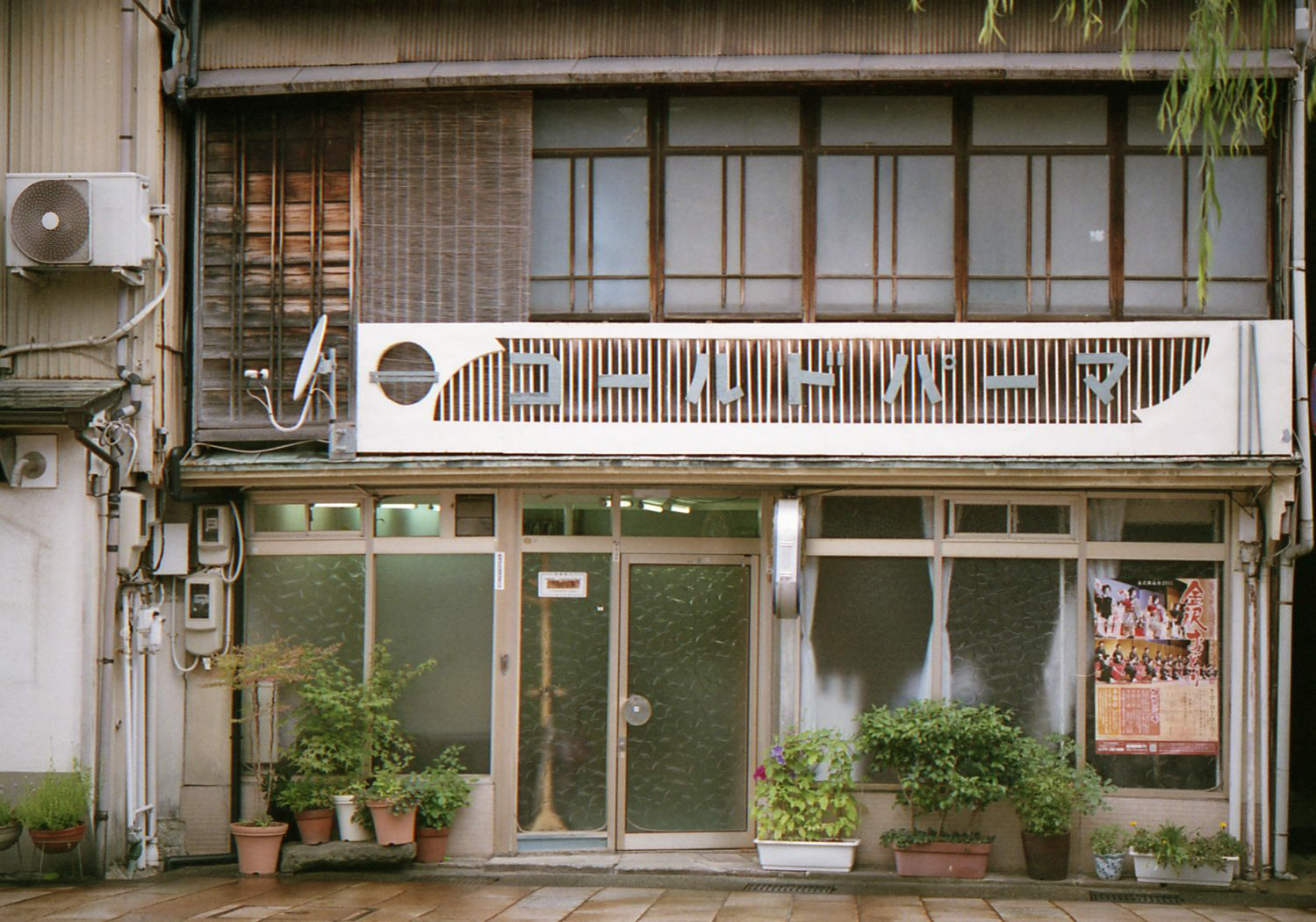
コールドパーマの美容院

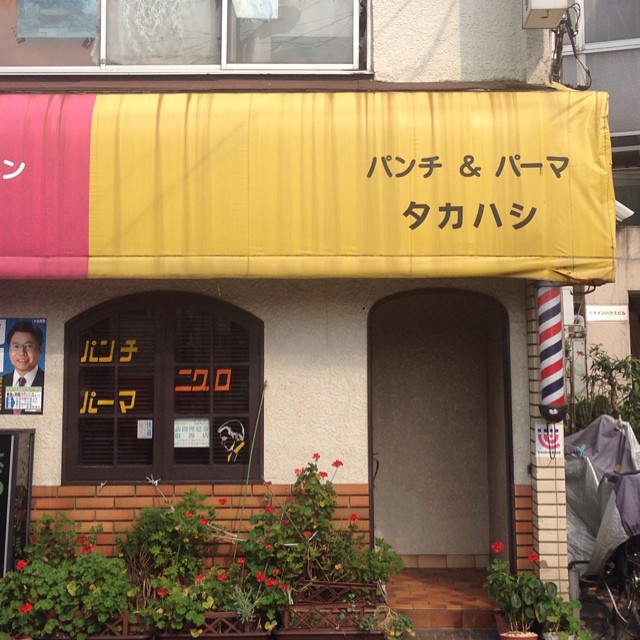
パンチパーマの理容師

起源は20世紀初頭にロンドン在住ドイツ人のカール・ネスラー（のち渡米しチャールズ・ネスラーに改名）がアフリカを旅行した際に、女性が小枝に毛髪を巻きつけて川の泥を塗り太陽の熱で乾燥させ、小枝を取り除くと毛髪が巻かれているのを目撃したことによる。これを参考に開発したのが「ネッスルウェーブ」で、ホウ砂と高熱によってパーマを得る。この技術はその後アメリカで広く普及した。また当時より室温でパーマを得る手法の研究も進められており、1940年ごろアメリカでチオグリコール酸を使った現在のパーマの原型が完成した。この技術は加熱を用いないという意味で特に「コールドパーマ」と呼ばれ、現在も世界的主流となっている。
理屈としては化学的な作用を持つ薬剤（多くはチオール基を持つもの）を使用し毛髪内でシスチン結合の還元・酸化など化学反応を意図的に起こす事で毛髪の構造・形状を変化させた上でそれらを固定する。使用する薬剤の主流は久しくチオグリコール酸やシステインを還元剤とした医薬部外品であったが日進月歩の開発側の下地と規制緩和の結果、次第にシステアミンやラクトンチオールなどを還元剤とした化粧品分類のパーマ液も次々に商品化、昨今ではチオグリコール酸やシステイン、および促進剤としてのアルカリ剤の濃度を調整した結果、化粧品分類として認められるシステムも珍しいことではなくなった。サルファイトなどチオール基を持たないシステム自体はコールドパーマ黎明期より開発・商品化されているが定着や再現性の観点から不利で、主流となりえなかった。
ただし、パーマ剤に関して言えば医薬部外品と化粧品の分類は安全性というよりは流通に絡む数十年前の法律上で分けられる分類であって「医薬部外品であるから髪が傷む」「化粧品であるから傷まない」という意味では決してない。どのような法律的分類にあってもそれぞれの薬剤に長所があり、その長所を最大限に生かしながらダメージは最小に留める、これは技術者の経験と知識と良心の問題であり、それこそが理美容師に求められる技術の本質なのである。
再現性を重視した加温ロッドやアイロンを用いるホット系パーマは一時期のブーム後に「繰り返すと髪が傷む」というデメリットが表面化したが、理論的には熱変成が強く行われるほど再現性は増すのでありこれは例えば同じく熱変成をシステムの中心にすえる縮毛矯正やパンチパーマの再現性が高いことを考えると分かりやすい。双方とも「ただ乾かすだけで」形が出来上がるからである。しかし同様の考え方で女性客のウェーブを求めるとなると特有のデメリットが生まれてくる。
例えば縮毛矯正では過去に施術をした部位に対し物理的にも科学的にも不要な負荷をかけないよう、すべての作業を出来る限り新生部を中心に行う。またパンチパーマはスタイル的に定期的に短くカットされることから、繰り返しの作業に同一の毛髪部位が何度も晒されることがそもそもない。対して女性客のウェーブ技術というのは同じ部位に何度も繰り返し施術が行われるケースがほとんどであり、そのたびに熱変成に毛髪が晒される事になる。熱変成は確かに再現性を強力に補強するものではあるが著しく毛髪の構造を変えてしまう。再現性というのは結局毛髪の構造を利用しているため、繰り返すほどにその優位性の源を失うという自己矛盾を含んでいたのである。
これを受けて器具は用いるものの熱変成そのものよりも「クリープと空気酸化+それを補強するための熱作用」というコールド系ともホット系とも言えないシステムも生まれている。また、クリープ作業や空気酸化自体は特殊な器具を用いずとも可能であるためコールド系のパーマ施術でも要所要所で取り入れられてきておりコールド、ホットという区別は過去のものとなりつつある。

## 日本のパーマネントウェーブ技術
日本では、大正の末に、女性の髪形にパーマネントウェーブ技術が取り入れられた。1923年（大正12年)に神戸市で外国人女性相手にパーマネントウェーブ技術が取り入れられたといわれているが、一方で、パーマネントウェーブの機械と薬品が入ったのは、横浜だという説もある。パーマネントウェーブを施す機械の種類には、「クロツキノオル」と「スパイラル」の2種類がある。メイ牛山は、1928年（昭和3年）出版の著書で、家庭でもできて当時多く行われていたウェーブの方法である「マルセルパーマ」などとともに、「パーマネントウェーブ」の方法についても詳しく紹介し、「非常に難しい技術で、米国でも普通の美容師はできない」「失敗すると頭皮を焼いてしまう」「熱くてたまらないことがあるので、扇風機やドライアーを置くべき」とし、自身が米国のサニタリー大学で、パーマネントウェーブを習い、初めて同僚に試した際の失敗談を語っている。雑誌「婦人画報」でも、1930年（昭和5年)に「パーマネントウェーブの仕方」と題して、パーマネントウェーブの様子を写真で紹介している。雑誌「新青年」の、若い読者向けに世界の最新モードを紹介する「ヴォガンヴォグ」（Vogue en Vogue）欄には、これらの機械を使った電気パーマの有効性を宣伝する記事が何度か掲載された。「クロツキノオル」を使う手法を、その時代の最高峰のパーマネント技術として紹介し、所要時間は男性なら1時間半、女性なら3時間、男性が八円女性は十円と高額だが、パーマは5カ月間保つとしている。紙ばさみ状の機械を使う「クロツキノオル」と並ぶもう一つの方法で、筒状の機械を使う「スパイラル」についても詳しく説明している。髪を20本くらいのカーラーに巻き付け、スルウジオンという薬品を浸したパッドを巻き、機械にとりつけ、電気を数分間かけたあと、薬品を使ったセットをして乾かす。セットのためには、美容師の技術が重要で、値段は十数円だとしている。この時代の主流で、熱した棒に髪を巻きつける「マルセルパーマ」よりも、コードの先端についたクリップで髪の毛に巻いたカーラーを挟んで、薬剤も用いる「電気パーマ」を、火傷の危険もなく、美しく洗っても取れないウェーブが得られる方法として薦める記事も掲載されている。メイ牛山が経営する銀座のハリウッド美容室では、「ハリウッドはパーマネントの家元」と銘打って、ユージン社製の機械でパーマネントを行っていた。吉行あぐりが経営する麹町、銀座、岡山の美容室でも、昭和11年に婦人画報にパーマネントの広告を載せている。昭和11年には、男性の髪型にもパーマネントウェーブが取り入れられるようになった。男子用のパーマネントマシンが、一台150円程度で、施術料金は一人2、3円であった。この当時の技術内容は、スパイラルヒーターを使う方法であった。当時のパーマネントウェーブには、皮膚のただれや火傷などのトラブルが発生することがあった。

## パーマに関する事柄

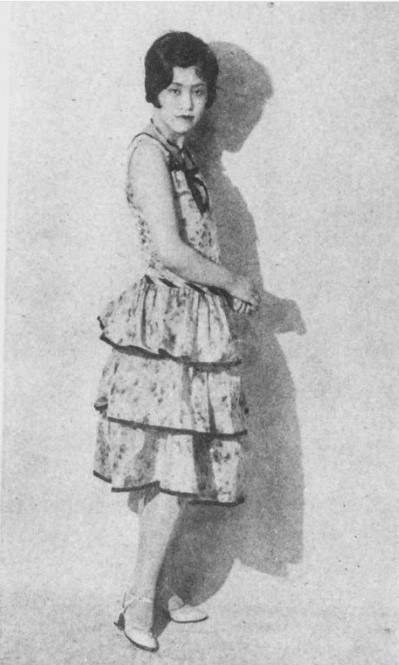
ユージン社でパーマネント技術を習得後、1924年に帰国し日本に紹介した牛山春子（初代メイ牛山）。

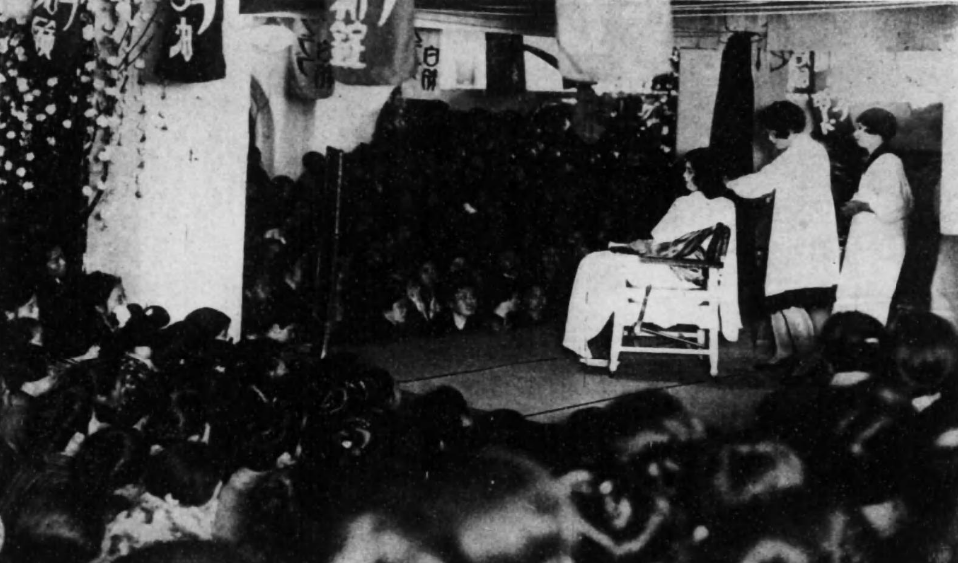
銀座松坂屋でのハリウッド美容室のメイ牛山 (初代)による講習会。松竹の岡村文子をモデルに牛山が実演を見せている。牛山は夫ともに1927年に銀座に輸入パーマ機を揃えた美容室を開店

- 日本に最初にパーマ技術を紹介したのは米国で学んだハリウッド美容室の初代メイ牛山こと牛山春子[13]。1935年頃、山野美容講習所（現山野美容専門学校）創設者、山野愛子が日本初の国産パーマ機を導入して日本にパーマ技術を普及させた[13]。
- 日本では日中戦争（支那事変）が勃発した戦時下の1930年代後半以降、過度なお洒落は贅沢行為としてパーマに反対する運動が起こり、1939年には「パーマネントはやめませう（パーマネントはやめましょう）」と言う言葉[14]が流行語にもなった。またこれと相前後して、日本の一部の地域の町会では「町会決議によりパーマネントの方は当町の通行をご遠慮ください」と言う立て看板まで設置された実例もあった[15]。アメリカ・イギリスとの関係が悪化した1940年頃からパーマネントはいわゆる敵性語として「電髪（でんぱつ）」と言い換えられる場合もあった。
  - しかし、パーマネント排斥運動自体は決して完全なものではなく、日中戦争を描いた内務省と陸軍省が指導・後援する1940年4月17日公開の映画『征戦愛馬譜 暁に祈る』では、序盤にヒロインである田中絹代演ずる資産家（牧場主）の娘らがパーマをかけ洒落た服装で乗馬ピクニックをするシーンが存在している。
  - さらに、太平洋戦争中の1943年に帝国陸軍の東部軍司令部が、防空情報の処理要員として採用した女性軍属たる「女子通信隊員」達が公然とパーマネントをかけた髪型で制服を着用し軍務に就いている写真がグラフ雑誌に掲載されている[16]。
  - 資生堂は東京の銀座にパーマネントを施術する美容室を開業させていたが、自主的に営業を廃止したのは1943年2月15日であった[17]。

- 近年では例えばウェーブを持った髪をストレートスタイルに移行する場合にはストレートパーマと呼ぶなど、これらの化学反応を使ったスタイルチェンジ自体が「パーマ」という意味で語られることも多い。生まれつきウェーブがかかった縮毛のことを、俗に天然パーマ（テンパー）などと呼ばれる。

- 最近では国内でデジタルパーマやエアウェーブなどパーマの呼び名も多様化しているが、それらの多くは商業的な差別化を図るための単一の業者による商標名であることがほとんどで、サロン側がその名称をそのまま使用するケースも多く科学的・原理的な分類とは異なることに注意したい。
- 近畿地方を中心とする西日本では、パーマの施術を行うことを「パーマを当てる」と表現するが、東日本では「パーマをかける」と表現する。